# Konstantin Wołkow (hokeista)
Konstantin Nikołajewicz Wołkow, ros. Константин Николаевич Волков (ur. 7 lutego 1985 w Leningradzie) – rosyjski hokeista.

## Kariera
- Dinamo 2 Moskwa (2001-2003)
- Łada 2 Togliatti (2003)
- CSK WWS Samara (2003-2004)
- THK Twer (2004)
- Łada 2 Togliatti (2004-2005)
- Łada Togliatti (2004)
- Witiaź Czechow (2005-2007)
- HK Dmitrow (2007-2008)
- HK Ryś Podolsk (2008-2009)
- THK Twer (2009)
- HK MWD Bałaszycha (2009-2010)
- Dinamo Moskwa (2010-2016)
- Awtomobilist Jekaterynburg (2016-2017)

Wychowanek klubu Iżoriec. Od maja 2010 zawodnik Dinama Moskwa. 1 maja 2013 przedłużył kontrakt o dwa lata. Od 2016 do końca lutego 2017 zawodnik Awtomobilista Jekaterynburg.

## Sukcesy
Klubowe
- Srebrny medal mistrzostw Rosji / KHL: 2010 z MWD Bałaszycha
- Złoty medal mistrzostw Rosji: 2012, 2013 z Dinamem Moskwa
- Puchar Gagarina: 2012, 2013 z Dinamem Moskwa